# Pycnomerus arizonicus
Pycnomerus arizonicus är en skalbaggsart som beskrevs av Christian Friedrich Stephan 1989. Pycnomerus arizonicus ingår i släktet Pycnomerus och familjen barkbaggar. Inga underarter finns listade i Catalogue of Life.